# 歐洲鋤足蟾
棕色鋤足蟾（學名：Pelobates fuscus）是鋤足蟾科中的一種蟾蜍，分佈於中欧至西亚一帶。成年的棕色鋤足蟾雄性一般可長到約 6.5（2.6英寸） ，雌性一般可長到約 8（3.1英寸） 。 皮膚的色澤會因棲息地、性別和區域而變化，但通常介於淺灰色至米褐色之間。皮膚上有許多斑點，斑點數量的個體差異較大。牠的肚子是白色的，有時帶著灰色斑駁。 已觀察到有白化症的個體。
牠剛發現時被認為有兩種亞種：Pelobates fuscus fuscus （來自中歐）以及Pelobates fuscus insubricus （來自北義大利）。但實際上並沒有外形上或行爲上的不同去區分這兩種亞種。一個最近的研究中顯示在北義大利的群體中沒有單倍型分離，因此無法分類爲兩個亞種 。 其中來自於一些義大利北部谷地中的群集的單倍型非常特別，並且也為一些就保守序列而言的不同觀點提供了證據，並不是就不同於生物分类学的立場，反而認爲這是一種奇特的分化。東歐的群集也充分顯示了牠們是單一的物種（Pelobates vespertinus）。
當牠驚慌時（通常是因為牠認為自己要被吃掉），牠會叫得特別大聲（一種警報）並分泌出一種聞起來有蒜味的毒分泌物, 因此又被叫做「大蒜蟾蜍」。